# جاگمیت سینگ
جاگمیت سینگ جیمی دالی‌وال (به انگلیسی: Jagmeet Singh Jimmy Dhaliwal؛ متولد ۲ ژانویه ۱۹۷۹)، با نام اختصاری جاگمیت سینگ (‎/dʒəɡˈmiːt sɪŋ/‎ jəg-MEET SING) وکیل و سیاستمدار اهل کانادا است که به عنوان رهبر حزب دموکرات جدید از سال ۲۰۱۷ و به عنوان نماینده مجلس از منطقه برنابی جنوبی از سال ۲۰۱۹ فعالیت می‌کند.
او از نامزدهای نخست‌وزیری کانادا برای انتخابات سراسری ۲۰۱۹ این کشور است و از رقبای جاستین ترودو محسوب می‌گردد. سینگ در مورد ایران از «سیاست همکاری» و «بازگشایی سفارتخانه‌ها» حمایت کرده‌است.
در انتخابات فدرال ۲۰۲۵، سینگ حزب دموکرات جدید را به بدترین نتیجه تاریخ حزب رساند. او حالت  وضعیت رسمی حزب را در مجلس از دست داد و خود نیز در حوزه انتخاباتی برنابی مرکزی شکست خورد. در شب انتخابات، او اعلام کرد که از رهبری حزب استعفا خواهد داد؛ نماینده مجلس، دان دیویس، به طور موقت جایگزین او شد تا زمانی که رهبر جدید حزب انتخاب شود.